# 石川県警察
石川県警察（いしかわけんけいさつ）は、警察法第36条により石川県に置かれた警察組織。石川県全域を管轄区域とし、石川県警と略称する。警察法第38条により石川県公安委員会の管理を受ける。給与支払者は石川県知事。中部管区警察局管内。本部所在地は金沢市鞍月一丁目1番地。

## 沿革
- 1954年（昭和29年）7月1日 - 新警察法の施行に伴い石川県警察発足。警察署は15署体制で、この体制が50年以上継続される。
  - 発足当時の警察署は、広坂・玉川・金石・松任・鶴来・寺井・小松・大聖寺・津幡・羽咋・七尾・穴水・輪島・能都・珠洲の15署。
- 1963年（昭和38年）4月25日 - 広坂・玉川両警察署の名称を金沢中・金沢東両警察署に改称。
- 1970年（昭和45年）7月1日 - 金石警察署の名称を金沢西警察署に改称。
- 2003年（平成15年）1月6日 - 石川県庁とともに金沢市鞍月の金沢西部副都心へと移転・庁舎新築。
- 2005年（平成17年）3月1日 - 能都警察署の名称を能登警察署（現在は珠洲警察署能登庁舎）に改称。
- 2012年（平成24年）4月1日 - 石川県警察発足後、初めての警察署統合を実施。15署体制から12署体制へ移行。
- 2018年（平成30年）10月22日 - 寺井警察署を移転し、名称を能美警察署に改称。

## 本部組織

### 警務部

#### 総務課
- 総務係、秘書係、渉外係
- 公安委員会事務担当室
  - 公安委員会事務担当係
- 広報室
  - 広報係
- 取調べ監督室
  - 取調べ監督係

#### 警務課
- 総務係、通信係
- 企画室
  - 企画第一係
  - 企画第二係
  - 企画第三係
- 人事管理室
  - 人事係、給与係
- 装備管理室
  - 装備管理係

#### 人材育成課
- 総務係、教養企画係、学校・職場教養係、教養資料係
- 術科指導室
  - 術科指導係

#### 県民支援相談課
- 総務係
- 警察安全相談室
  - 警察安全相談係
- 被害者支援室
  - 被害者支援係
- 情報公開・個人情報保護室
  - 情報公開・個人情報保護係、文書管理係

#### 情報管理課
- 総務係
- 情報企画推進室
  - 情報企画係、情報セキュリティ係、開発運用係
- 照会センター
  - 照会センター係

#### 厚生課
- 総務係、厚生係
- 福利健康対策室
  - 福利係、健康対策係

#### 会計課
- 総務係、用度係、予算係

- 施設室
  - 管財係、営繕係
- 監査室
  - 出納第一係、出納第二係、監査第一係、監査第二係

#### 監察課
- 総務係、監察・訟務第一係、監察・訟務第ニ係、監察・訟務第三係、監察・訟務第四係
- 留置管理室
  - 留置管理係、護送係

### 生活安全部

#### 生活安全企画課
- 総務係、企画係
- 犯罪抑止対策室
  - 犯罪抑止対策係
- ストーカー・DV・子供女性安全対策室
  - 子供女性安全対策第一係、子供女性安全対策第二係、ストーカー・DV第一係、ストーカー・DV第二係、ストーカー・DV第三係
- 許認可指導室
  - 許認可指導係

#### 地域課
- 企画係、指導係
- 鉄道警察隊
  - 鉄道警察係
- 航空隊
  - 飛行係、整備係

#### 通信指令課
- 通信運用係、企画係、指導係、通信指令係

#### 少年課
- 総務係、企画指導係、対策係、特捜係
- 少年サポートセンター
  - 少年サポートセンター係、補導係

#### 生活環境課
- 総務係、企画指導係
- 生活安全特別捜査隊
  - 生活安全特別捜査第一係、生活安全特別捜査第二係
- サイバー犯罪対策室
  - サイバー犯罪対策係、サイバー犯罪捜査係

### 刑事部

#### 刑事企画課
- 総務係、企画係、手配共助係、指導・教養係、公判対応係、通訳運用係
- 捜査支援室
  - 情報分析係、統計・システム係

#### 捜査第一課
- 総務係、企画指導係、強行係、盗犯係、手口係、特殊第一係、特殊第二係、刑事指導官、性犯罪捜査指導係
- 検視官室
  - 検視第一係、検視第二係、検視第三係
- 重要犯罪特別捜査隊
  - 重要犯罪第一係、重要犯罪第二係
- 盗犯特別捜査隊
  - 盗犯特別捜査第一係、盗犯特別捜査第二係
- 機動捜査隊（ISTAK）
  - 機動捜査第一係、機動捜査第二係、機動捜査第三係

#### 捜査第二課
- 告訴係、知能・選挙係、知能特捜第一係、知能特捜第ニ係、知能特捜第三係、知能特捜第四係、広域知能特捜第一係、広域知能特捜第ニ係

#### 組織犯罪対策課
- 総務係、企画係、指導・分析係、暴力係、薬物銃器第一係、薬物銃器第二係、国際捜査係、犯罪収益対策係、組対特捜第ニ係、組対特捜第三係
- 暴力団対策室
  - 指定係、暴排係、暴力団対策係、組対特捜第一係

#### 鑑識課
- 総務係、指導係、写真係、足痕跡係、指紋資料係、指紋係、現場係、機動鑑識係

#### 科学捜査研究所
- 総務係、企画指導係、法医係、物理係、化学係

### 交通部

#### 交通企画課
- 総務係、企画係
- 交通事故防止対策室
  - 交通事故防止対策係、安全係、安全教育係、高齢者安全対策係、事故分析係

#### 交通指導課
- 総務係、取締係、通告係、交通捜査指導係、交通鑑識係、図化係、特捜係
- 違法駐車対策室
  - 違法駐車対策係

#### 交通規制課
- 総務係、規制第一係、規制第二係、施設係、管制第一係、管制第二係

#### 運転免許課
- 総務係、試験指定校係、行政処分係、免許第一係、免許第二係
- 安全運転学校
  - 講習係、講習適性検査係、運転教育係
- 石川県運転免許センター（金沢市東蚊爪町2番地1）

#### 交通機動隊（野々市市北西部土地区画整理事業施行地区29-18）
- 企画指導係
- 第一小隊
- 第二小隊
- 第三小隊
- 羽咋分駐隊
  - 第一小隊
  - 第二小隊
  - 第三小隊

#### 高速道路交通警察隊（金沢市神野町東170番地、北陸自動車道金沢西インターチェンジに隣接）
- 企画指導係
- 第一小隊
- 第二小隊
- 第三小隊
- 第四小隊

### 警備部

#### 公安課
- 総務係、企画係、資料係、情報第一係、情報第二係、情報第三係、情報第四係、情報第五係
- 外事対策室
  - 外事第一係、外事第二係

#### 警備課
- 総務係、実施係、危機対策係、災害対策係、警護係

#### 機動隊（金沢市小立野一丁目28番25号）
- 第一小隊
- 第二小隊
- 第三小隊
- 第四小隊
- 第五小隊

### 警察学校（金沢市錦町六丁目104番地）
- 総務係
- 教養科
  - 教務第一係、教務第二係、教務第三係、教務第四係、教務第五係
- 指導科
  - 指導第一係、指導第二係、指導第三係、指導第四係、生活指導係

## 車両・施設

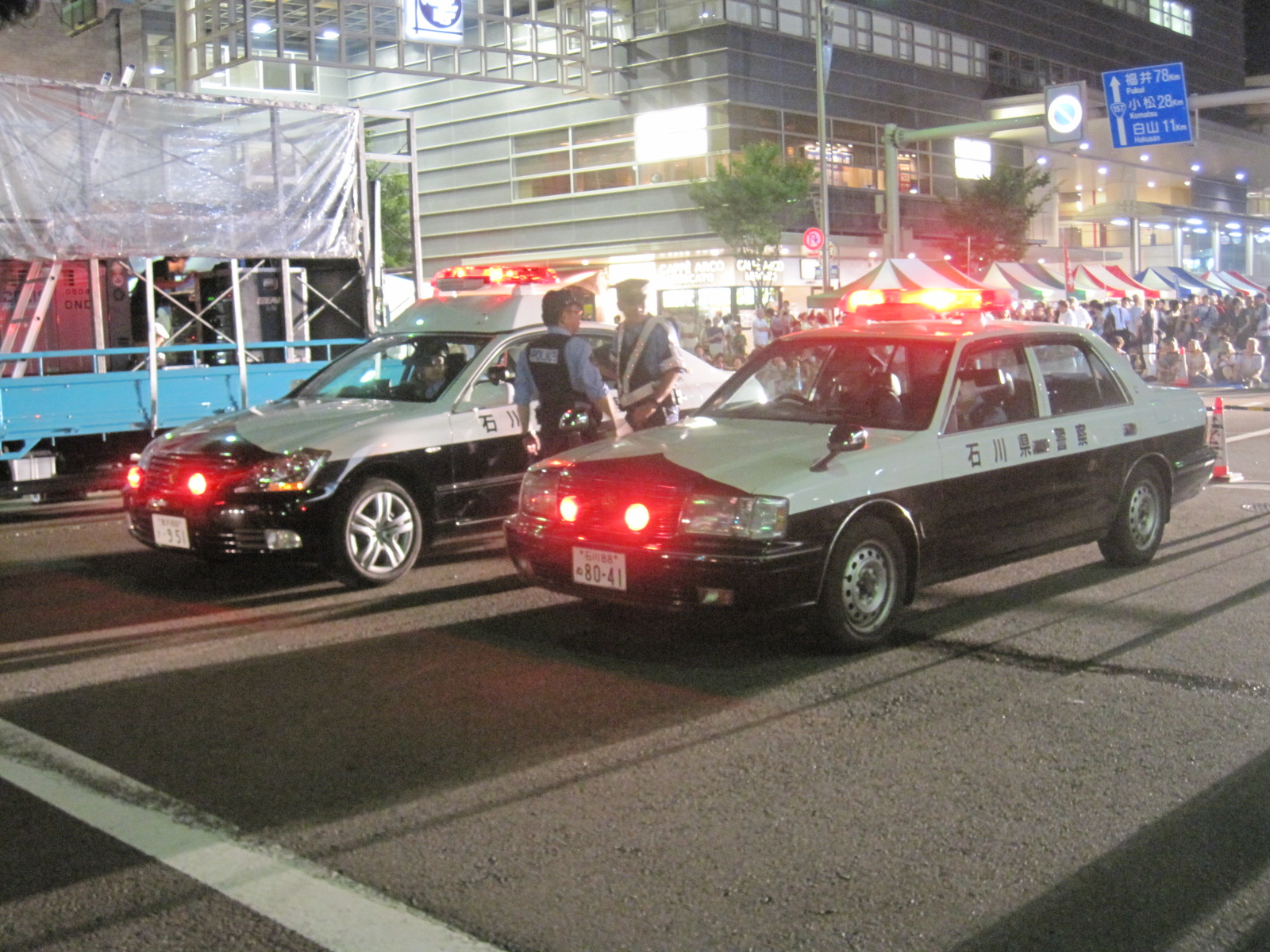
歩行者天国での警備にあたる石川県警察のパトロールカー
（トヨタ・クラウン）

※ 2018年（平成30年）4月1日時点 
- 車両数 - 674台
  - 四輪車 - 618台
    - パトカー - 228台
    - 交通事故処理車 - 22台
    - 指揮用車 - 40台
    - 捜査用車 - 150台
    - 輸送車 - 28台
    - その他 - 150台

  - 二輪車 - 56台
    - 白バイ - 33台
    - バイク - 23台
- ヘリコプター
  - いぬわし（BK117C-1 / JA6811）：航空隊所属
- 警備艇 - 1隻
  - 石1 いしかわ 七尾 17m型 2004-
  - (退役) はくさん 金沢西 12m型
- 警察署・交番・駐在所
  - 警察署 - 12署
  - 分庁舎 - 3か所
  - 交番数 - 67か所（空港警備派出所2か所含む）
  - 駐在所数 - 106か所（季節駐在所1か所含む）
  - 検問所 - 1か所
  - 連絡所 - 3か所

## 警察署
警察署数は12。※警察車両のナンバー地名は県央地域が「金沢」、それ以外の地域が「石川」である。金沢中署のみ警視正職を署長に充てる。
| ※    | 地域 | 地域   | 警察署名称   | 所在地                     | 管轄区域                                                       | 前身       |
| ---- | ---- | ------ | ------------ | -------------------------- | -------------------------------------------------------------- | ---------- |
| 石川 | 能登 | 奥能登 | 珠洲警察署   | 珠洲市上戸町北方ろ字15-1   | 珠洲市、鳳珠郡能登町（能登空港の区域を除く）                   | 飯田警察署 |
| 石川 | 能登 | 奥能登 | ∟能登庁舎    | 鳳珠郡能登町字宇出津ウ字76 | 珠洲市、鳳珠郡能登町（能登空港の区域を除く）                   | 能登警察署 |
| 石川 | 能登 | 奥能登 | 輪島警察署   | 輪島市杉平町鬼田1-4        | 輪島市、鳳珠郡穴水町・能登町（能登空港の区域）                 |            |
| 石川 | 能登 | 奥能登 | ∟穴水庁舎    | 鳳珠郡穴水町字川島カ4-1    | 輪島市、鳳珠郡穴水町・能登町（能登空港の区域）                 | 穴水警察署 |
| 石川 | 能登 | 中能登 | 七尾警察署   | 七尾市藤橋町亥部45-1       | 七尾市、鹿島郡中能登町                                         |            |
| 石川 | 能登 | 中能登 | 羽咋警察署   | 羽咋市旭町ユ20             | 羽咋市、羽咋郡宝達志水町・志賀町                               |            |
| 金沢 | 加賀 | 県央   | 津幡警察署   | 河北郡津幡町字加賀爪ヌ40-3 | かほく市、河北郡津幡町・内灘町                                 |            |
| 金沢 | 加賀 | 県央   | 金沢中警察署 | 金沢市下本多町六番丁15-1   | 金沢市中心部・南部（主に香林坊・片町の繁華街、犀川以南の地域） | 広坂警察署 |
| 金沢 | 加賀 | 県央   | 金沢東警察署 | 金沢市元町二丁目15-1       | 金沢市北部・東部（主に金沢駅周辺・武蔵ヶ辻地区）               | 玉川警察署 |
| 金沢 | 加賀 | 県央   | 金沢西警察署 | 金沢市金石本町イ1-1        | 金沢市西部（主に鞍月・金石・金沢港地区）                       | 金石警察署 |
| 石川 | 加賀 | 石川   | 白山警察署   | 白山市倉光9丁目11-1        | 白山市、野々市市                                               | 松任警察署 |
| 石川 | 加賀 | 石川   | ∟鶴来庁舎    | 白山市月橋町644            | 白山市、野々市市                                               | 鶴来警察署 |
| 石川 | 加賀 | 南加賀 | 能美警察署   | 能美市三道山町チ28         | 能美市、能美郡川北町                                           | 寺井警察署 |
| 石川 | 加賀 | 南加賀 | 小松警察署   | 小松市上小松町乙163-1      | 小松市                                                         |            |
| 石川 | 加賀 | 南加賀 | 大聖寺警察署 | 加賀市大聖寺東町1丁目1     | 加賀市                                                         |            |

## 警察署の再編
能登地方の警察署はいずれも30人以下の小規模警察署で人員の確保が出来ない場合も出てきている。
以上の実情を踏まえ、2012年4月1日に警察署の新設・統合を実施した。
新設された警察署
- 白山警察署 - 松任警察署・鶴来警察署を統合して新設。また、庁舎を新たに建設して新設される[5]（白山市倉光九丁目に新設）。

廃止された警察署
- 松任警察署
- 鶴来警察署：廃止後は白山警察署鶴来庁舎。
- 穴水警察署：輪島警察署に統合、統合後は輪島警察署穴水庁舎。
- 能登警察署：珠洲警察署に統合、統合後は珠洲警察署能登庁舎。

## これまでに関わった主な事件
- 山中事件

### 未解決事件
- 金沢市久安独身男性殺人事件
- 石川県加賀市コンビニ強盗殺害事件

## 不祥事
- 1991年2月 - 金沢市内で石川県警察交通機動隊の巡査が、交通事故を起こした車に乗っていた建設作業員の当時40歳の男に事情聴取をした後、その男の膝を蹴って死亡させた。遺族が起こした民事裁判で、石川県に多額の損害賠償の支払いを命じる判決が出された。
- 2006年8月 - 石川県警察の警察官8人が白山市内の男性からの依頼で定期預金口座の名義貸しをしていたことを発表。同年3月から4月にかけて警部2人を本部長注意、他の6人を所属長注意の懲戒処分にした[6]。
- 2007年5月23日朝 - 金沢市鞍月のアパートで警部補（当時44歳）が男にナイフで刺された殺人未遂事件が発生。通報の内容や証言では「部屋を訪ねてきた見知らぬ男に突然刺された。」と証言した。しかし、周辺の住民証言や目撃情報が少なく警部補に問いただしたところ、自作自演（いわゆる狂言）であることを証言した。警部補は同年3月の人事異動で配属が変わり能登半島地震での警備等を担当し、「担当が変わり仕事に行きたくなかった。」と証言した[7][8]。
- 2008年12月 - 松任警察署地域課の巡査部長（当時52歳）が2000年4月から2008年8月にかけて、別居中の妻子と同居しているように賃貸契約書を偽造し、住居手当約280万円を騙し取った疑いで書類送検（詐欺罪および有印私文書偽造・行使罪）した。同時に巡査部長を懲戒免職処分とした[9]。
- 裏金問題。2003年から2008年にかけての経理で不正が判明。2011年2月、当時の警察本部長歴代4人を始め131人懲戒処分[10]。
- 2014年2月13日 - 石川県警本部公安課の巡査部長が酒を飲んで当て逃げを起こしていたのに、県警は逮捕せず任意聴取の上、事故を隠蔽[11]。
- 2017年6月 - 男性巡査長（20代）が県内の遊技施設で、小型カメラで女性の顔や体を盗撮し、目撃者が通報。県警は男性巡査長を7月28日付で減給10分の1（6ヵ月）の懲戒処分とした。男性巡査長は依願退職、県迷惑行為等防止条例違反の疑いで8月1日に書類送検された。県警は懲戒処分を「非勤務日の行為だった」として公表せず、退職後の書類送検は「任意捜査であったため」として発表していなかった[12]。
- 2020年8月15日 - 白山警察署に留置されていた女性（40代）が意識不明の状態で発見され、その後死亡が確認された。女性の口の中にはトイレットペーパーなどが入っていた状態であった。8月15日午前7時半頃、留置場内を見回りしていた警察官が室内で女性が動かなくなっているのを発見。女性は意識不明の状態で金沢市内の病院に搬送されたが、およそ1時間後に死亡が確認された。午前7時頃に女性が布団の中で動いていたのを警察は把握していて、16日解剖をして死因などを調べる[13]。
- 2022年4月1日 - 大聖寺警察署篠原駐在所で、この駐在所で勤務する男性巡査長（24）が頭から血を流して倒れているのが見つかった。巡査長は搬送先の病院で死亡が確認された。巡査長の近くに拳銃と遺書のような書き置きがあり、自殺を図ったとみられている[14]。